# Pēteris Vasks
Pēteris Vasks (n. 16 de abril de 1946) es un compositor letón.
Vasks nació en Aizpute, Letonia, en la familia de un pastor evangélico bautista. Se formó como contrabajista y desempeñó ese puesto en varias orquestas de Letonia, para luego entrar en el Conservatorio Estatal de Vilna, en la vecina Lituania, a estudiar composición, pues en la Letonia Soviética los fieles evangélico-bautistas eran perseguidos. Empezó a ser conocido fuera de Letonia en el decenio de 1990, cuando Gidon Kremer comenzó a elogiar y defender sus obras, estrenando su concierto para violín Luz lejana, hechos que fueron determinantes a la hora de convertirlo en uno de los más influyentes compositores europeos contemporáneos.
El estilo inicial de Vasks debe mucho a los experimentos en música aleatoria de Witold Lutoslawski, Krzysztof Penderecki y George Crumb. Más tarde, incluyó elementos de la música popular de Letonia, hecho que se refleja -por ejemplo-, en su concierto para corno inglés (1989). Sus obras son por lo general muy claras y comunicativas, y poseen un sólido sentido de la armonía. Pasajes líricos puede ser seguidos por disonancias agitadas, o interrumpidos por secciones sombrías. Ha hecho un amplio uso de técnicas minimalistas, pero nunca se convirtió en esclavo de ningún método en particular.
Vasks se siente fuertemente influenciado por las cuestiones medioambientales, hecho que se percibe en sus obras, como el Cuarteto de Cuerdas N.º2 (1984). Otras obras importantes suyas son:Cantabile (1979), Música para un amigo fallecido (1982), Música dolorosa (1984), Sinfonía N.º2 (1998-99), Viatore (2002-4), Bass Trip (2003) para contrabajo solista y Vox Amoris (2008-09). Ha escrito cinco cuartetos para cuerda, de los cuales el cuarto (2003) y quinto (2006), fueron escritos para el Kronos Quartet. Vasks recibió el Premio Herder Viena en 1996 y el Grand Music Award (LMB) – principal premio nacional de música en Letonia– en 1997, este último por su concierto de violín Tala Gaisma (1996-7).